# Pachnobia partita
Pachnobia partita är en fjärilsart som beskrevs av Mcdunnough 1921. Pachnobia partita ingår i släktet Pachnobia och familjen nattflyn. Inga underarter finns listade i Catalogue of Life.